# Барс (бронемашина)
«Барс» — семейство колёсных бронемашин украинской корпорации «Богдан».

## История
«Барс» был разработан в 2014 году конструкторским бюро Черкасского автомобильного завода. Демонстрационный образец бронемашины был изготовлен на Черкасском автозаводе и впервые представлен 12 декабря 2014 года на полигоне Национальной гвардии под Киевом. Проектная стоимость изготовления одной бронемашины «Барс» в базовом варианте исполнения в середине декабря 2014 года составляла около 1 млн. гривен.
26 декабря 2014 бронеавтомобиль был показан президенту Украины П. А. Порошенко, который после поездки отдал поручение направить броневик на ресурсные ходовые испытания.
29 января 2015 корпорация «Богдан» приняла решение провести модернизацию и улучшение технических характеристик бронемашины «Барс», подготовить техническую документацию и оценить стоимость производства бронемашины, после чего приступить к изготовлению первой партии из 90 бронемашин «Барс».
В конце февраля 2015 года на выставке вооружений IDEX-2015 корпорация представила макет бронемашины «Барс-6» (улучшенный вариант бронемашины «Барс», с боевым модулем на крыше десантного отделения).
4 апреля 2015 года на полигоне учебного центра Национальной гвардии в селе Новые Петровцы были представлены два образца бронемашины «Барс»: «Барс-6» и «Барс-8».
Дизайн обновлённых образцов бронемашин «Барс-6» и «Барс-8» разработала частная украинская дизайнерская фирма «DIGITEC Visual Engineering».
23 марта 2016 начальник генерального штаба вооружённых сил Украины генерал В. Н. Муженко сообщил, что к работам над бронемашиной «Барс-6» привлечено киевское НПО «Практика».
В июне 2016 года обновлённый вариант «Барс-6» был представлен на международной оружейной выставке «Eurosatory-2016» — как разработка НПО «Практика».
Также, в 2016 году на шасси бронемашины «Барс» была начата разработка специальной машины РХБ-разведки для вооружённых сил Украины, работы запланировано завершить в 2017 году.

## Описание
Бронемашина имеет обычную компоновку с передним расположением двигателя, отделением управления в средней части машины, в кормовой части машины расположено десантное отделение. Экипаж машины состоит из двух человек (водителя и командира машины), в десантном отделении предусмотрена возможность перевозки грузов или 4 — 6 пехотинцев в полном обмундировании.
Корпус бронемашины сварной, изготовлен из стальных броневых листов, расположенных под углом. Сообщается, что бронирование машины обеспечивает защиту от 5,45-мм и 7,62-мм боеприпасов. Также сообщается, что фронтальная часть автомобиля, в том числе крыша моторного отсека, обеспечивает защиту от попадания 7,62-мм пули при выстреле в упор.
В бортах боевого отделения имеется две двери для водителя и командира машины, в верхней части которых установлен пуленепробиваемый стеклоблок. Лобовое стекло пуленепробиваемое, состоит из двух стеклоблоков. В корме корпуса расположена дверь для посадки и высадки десанта. Также имеется люк на крыше.
В верхней части бортов десантного отделения расположены амбразуры для ведения огня из стрелкового оружия (по две с каждой стороны).
На окна в бортах бронемашины установлены решётки, которые обеспечивают защиту стеклоблоков от механических повреждений (ударов палками, брошенных камней и т. п.).

### Вооружение
На крышу боевого отделения бронемашины предусмотрена возможность установки боевого модуля.

### Дополнительное оборудование
В базовом исполнении «Барс» укомплектован лебёдкой (для самовытаскивания или вытаскивания других застрявших машин аналогичной или меньшей массы), кондиционером, обогревателем немецкой фирмы «Webasto», системой видеонаблюдения (камерой заднего вида и кругового обзора), а также GPS-навигатором.
Кроме того, предусмотрена возможность установки дополнительного оборудования: радиостанции, тепловизора, прибора ночного видения, фильтровентиляционной установки.

## Варианты и модификации
Сообщается, что бронемашина «Барс» может выпускаться в десантной, патрульной, грузовой и санитарной версии.
- «Барс» — прототип, представленный в декабре 2014 года. Выполнен на коммерческом полноприводном шасси производства японской компании Isuzu[5][16] с использованием деталей и комплектующих, ранее применявшихся при изготовлении гражданской техники корпорации «Богдан»[4]. Машина была оборудована дизельным двигателем мощностью 160 л. с.[2]
- «Барс-6» — модификация на шасси южнокорейского тяжёлого внедорожника KIA KM450, имеет защиту уровня STANAG 4569 Level 1[18] с дизельным двигателем Hyundai мощностью 139 л. с.[19]. В конце 2015 года в конструкцию машины были внесены изменения, разработанные во время эксплуатации прототипа[20]. Третья версия 2016 года получила новую платформу, защиту уровня STANAG 4569 Level 2, фильтро-вентиляционную систему, систему пожарогашения, вставки «RunFlat» в колёса и другие опции.[21]
- «Барс-8» — машина, разработанная в 2015 году с учётом требований министерства обороны Украины: на более мощном шасси пикапа Dodge Ram, с увеличенным объёмом кузова и грузоподъёмностью.

## Страны-эксплуатанты
- Украина:
  - Национальная гвардия Украины — в марте 2015 года заключила контракт на поставку 90 бронеавтомобилей[22].

## Дополнительная информация
- Бронемашина «Барс» вошла в перечень «Топ-8 самых ярких презентаций украинского автопрома в 2014 году»[23][24]